# La Villedieu-du-Clain
La Villedieu-du-Clain är en kommun i departementet Vienne i regionen Nouvelle-Aquitaine i västra Frankrike. Kommunen ligger i kantonen La Villedieu-du-Clain som tillhör arrondissementet Poitiers. År 2022 hade La Villedieu-du-Clain 1 526 invånare.

## Befolkningsutveckling
Antalet invånare i kommunen La Villedieu-du-Clain
| Referens: INSEE |